# Ioan Bârlădeanu
Ioan Bârlădeanu (n. secolul al XX-lea – d. 31 mai 1944, Milcovățu, România) a fost un pilot român de aviație, as al Aviației Române din cel de-al Doilea Război Mondial.
Sublocotenentul av. Ioan Bârlădeanu a fost decorat cu Ordinul „Virtutea Aeronautică” de Război cu spade, clasa Crucea de Aur cu 1 baretă (28 noiembrie 1941) - cu următoarea justificare: „În cele 74 misiuni executate s'a dovedit a fi un foarte bun pilot și șef de patrulă. A executat numeroase atacuri la sol cu bombe, grenade și mitraliera în regiunile Vasilievka, Vigoda, Macarovo, dând rezultate foarte bune.” - și clasa Crucea de Aur cu 2 barete (16 februarie 1944) „pentru curajul și spiritul de sacrificiu de care a dat dovadă în fruntea patrulii sale, întâmpinând atacurile bombardierelor americane în zona Ploiești. A atacat o formație de 15 bombardiere doborând 2 din ele, cu câte 4 motoare, înapoindu-se cu avionul lovit de glonț în capul unui cilindru”.
A fost înaintat (în 1944 sau anterior) la gradul de locotenent aviator.

## Decorații
- Ordinul „Virtutea Aeronautică” de Război cu spade, clasa Crucea de Aur cu 1 baretă (28 noiembrie 1941)[3]
- Ordinul „Virtutea Aeronautică” cu spade, clasa Crucea de Aur cu 2 barete (16 februarie 1944)[4]